# Дейна Скъли
Дейна Катрин Скъли е въображаем персонаж в телевизионния сериал „Досиетата Х“, въплъщаван от актрисата Джилиан Андерсън. Скъли е лекар и агент на ФБР, партньор на агента Фокс Мълдър.

## Биография
Тя е римокатоличка, която често изпада в морални дилеми и е доста по-скептична от Мълдър, дори напук на очевидно доказателство. Завършила е специалност физика в университета Колидж Парк, Мериленд.
Скъли има по-голям брат, Бил, по-голяма сестра, Мелиса, и по-малък брат (който никога не се е появявал на екрана), Чарлз. Родителите ѝ са Маги и Уилям.
Също като Мълдър, работата отнема голяма част от живота ѝ и рядко прекарва време с приятели. Скъли има известни познания по немски, носи малко разпятие на врата си и има малка татуировка на гърба. Притежава куче, Куикуег, което носи името на герой от Моби Дик и бива изядено от мистериозно същество в 22 епизод от трети сезон. След като бива отвлечена във втори сезон от извънземните, Скъли не може да има деца, но все пак тази ѝ способност се връща и тя ражда в края на осми сезон.
В българския дублаж на сериала Скъли се озвучава от Ани Василева, както и в тези на първия филм, „Досиетата Х: Искам да повярвам“ и минисериала, Даниела Сладунова в този на bTV на първия филм, и от Цветослава Симеонова в дублажа на Андарта Студио на първия филм.